# جهنم در اقیانوس آرام
جهنم در اقیانوس آرام (انگلیسی: Hell in the Pacific) فیلمی در ژانر درام و جنگی محصول سال ۱۹۶۸ به کارگردانی جان بورمن و بازی لی ماروین و توشیرو میفونه است که تنها بازیگران فیلم هستند.

## داستان
موضوع فیلم در مورد دو سرباز در جنگ جهانی دوم است که یکی از آن‌ها آمریکایی و دیگری ژاپنی است. این دو در جزیره‌ای خالی از سکنه در اقیانوس آرام گیر افتاده‌اند و برخلاف این حقیقت که کشورهایشان در حال جنگ با یکدیگرند برای زنده ماندن باید تفاوت‌هایشان را بپذیرند و با یکدیگر همکاری کنند.